# Вільям Сайді
Вільям Сильвестр Сайді (англ. William Sylvester Saidi; 8 травня 1937, Хараре — 4 січня 2017, Кітве-Нкана) — зімбабвійський письменник і журналіст.

## Біографія
Сайді народився в місії Святого Давида на землях племені Чіхота, що на південь від Хараре. Він виріс у містечку Мбаре, де ходив до школи, де розвинув пристрасть до джазу та журналістики. Він був єдиним сином Евелін Чідзеце з села Макаве в окрузі Секе та батька-іммігранта Аґонілепі Матола Сайді з Малаві. Він двічі одружувався і двічі розлучався, але від кожного шлюбу мав по троє дітей. У Сайді залишилося шестеро дітей і 15 онуків.

## Кар'єра
Він розпочав свою журналістську кар'єру в 1957 році, коли у віці 20 років приєднався до газети African Daily News. Згодом він практикував журналістику в країнах-близнюках Замбії та Зімбабве, де його внесок у розвиток ЗМІ однаково поважають. Сайді переїхав до Замбії, коли вона здобула незалежність у 1964 році, і повернувся до Зімбабве лише після здобуття незалежності у 1980 році. Спочатку він працював у державних ЗМІ редактором. Згодом, у 1999 році, він став співзасновником газети The Daily News разом з Джеффрі Ньярота та Девісоном Марузіва. Газета настільки критично ставилася до режиму Роберта Мугабе, що її друкарню було підірвано, а редакторів регулярно заарештовували.